# Omegophora armilla
Omegophora armilla är en fiskart som först beskrevs av Waite och Mcculloch 1915.  Omegophora armilla ingår i släktet Omegophora och familjen blåsfiskar. Inga underarter finns listade i Catalogue of Life.